# Together (Sia-dal)
A Together Sia ausztrál énekesnő-dalszerző dala az általa írt és rendezett Music című musicalből. 2020. május 20-án jelent meg az Atlantic Records kiadó gondozásában. A dal az első kislemez Sia Music – Songs from and Inspired by the Motion Picture című kilencedik stúdióalbumáról.

## Háttér
A dalról először 2018-ban beszélt Sia egy Rolling Stone-nal készített interjúban, ahol egy „vidám dalként” hivatkozott rá, „ami sokkal jobban illik Sia személyiségéhez, mint mondjuk a Chandelier”. A záródalként csendül fel a Sia által rendezett és írt Music című musicalben. Habár a Music-ot eredetileg nem musicalként akarták elkészíteni, Sia a Rolling Stone-nak elárulta, hogy „nagyjából 10 millió dollárral többet” fektetett bele, hogy az lehessen. A Music 2021 februárjában jelent meg a Music – Songs from and Inspired by the Motion Picture című filmzenei albummal együtt.
2020. május 11-én előzetesen lementhetővé vált a Spotify-on és az Apple Music-on szolgáltatókon a wecantakeithigher.com-on keresztül. Sia május 13-án jelentette be a kislemez megjelenését a közösségi média felületein keresztül.
A dalt Sia és Jack Antonoff szerezték, míg Antonoff volt a dal producere is, társproducerként pedig a Siával már régóta együtt dolgozó Jesse Shatkin is csatlakozott hozzá.

## Megjelenés és videóklip
A kislemezhez tartozó videóklip május 20-án jelent meg. A klip főszereplői a Music három központi szereplője, Maddie Ziegler, Kate Hudson és Leslie Odom Jr.. Mellettük egy csapat gyerek is megjelenik a klipben, akik felhő és szivárvány inspirálta ruhákat viselnek. A videóban Maddie Ziegler egy energikus tánckoreográfiát mutat be egy technicolor szobában imádkozó emodzsinak öltözve, míg Hudson egy béke kéz emodzsinak öltözött.
A Together 2020. május 30-án jelent meg a brit, míg június 29-én az amerikai „felnőtt kortárs” zenei rádiókban. Az F9 rádiós és klub remixek 2020. július 10-én jelentek meg digitális letöltésként és a streaming-szolgáltatók kínálatában, majd ezt követte július 24-én az Initial Talk remix.

## A kislemez dalai és formátumai
Digitális letöltés és streaming
1. Together – 3:25

Digitális letöltés és streaming (F9 Remixes)
1. Together (F9 Radio Remix) – 3:20
2. Together – 3:25
3. Together (F9 Club Remix) – 7:49

Digitális letöltés és streaming (Initial Talk Remix)
1. Together (Initial Talk Remix) – 3:18

## A dalban közreműködők listája

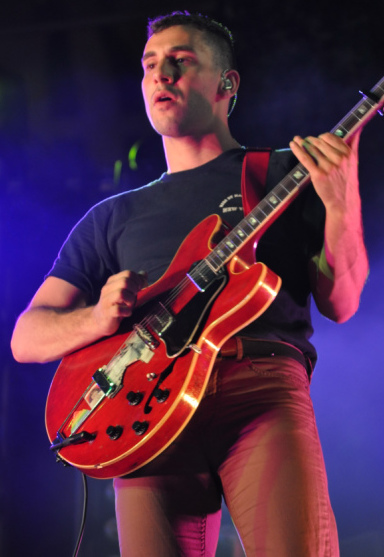
Jack Antonoff a dal társszerzője és producere

A közreműködők listája a Tidalon található információk alapján:
- Sia Furler – dalszerző
- Jack Antonoff – dalszerző, producer, háttérvokál, dobok, billentyűs hangszerek, zongora, számítógép generálta hangok, szintetizátor
- Jesse Shatkin – társproducer, számítógép generálta hangok, basszusgitár, számítógép generálta dobhangok, billentyűs hangszerek, szintetizátor, hangmérnök
- Laura Sisk – hangmérnök
- Sam Dent – hangmérnök asszisztens
- John Rooney – hangmérnök asszisztens
- Jon Sher – hangmérnök asszisztens
- Serban Ghenea – hangkeverés
- John Hanes – hangkeverő mérnök
- Chris Gehringer – maszterelés

## Slágerlistás helyezések
| Slágerlista (2020)                    | Legjobb helyezés |
| ------------------------------------- | ---------------- |
| Ausztrália (ARIA)                     | 27               |
| Belgium (Ultratop 50 Wallonia)        | 23               |
| Egyesült Királyság (UK Singles Chart) | 96               |
| Franciaország (SNEP)                  | 161              |
| Kanada CHR/Top 40 (Billboard)         | 34               |
| Kanada (Canadian Hot 100)             | 70               |
| Magyarország (Single Top 40)          | 27               |
| Skócia (Scottish Singles Top 40)      | 56               |
| Svájc (Schweizer Hitparade)           | 61               |
| Szlovákia (Singles Digitál Top 100)   | 54               |
| Szlovénia (SloTop50)                  | 48               |
| Új-Zéland Hot Singles (RMNZ)          | 10               |
| US Adult Top 40 (Billboard)           | 11               |
| US Mainstream Top 40 (Billboard)      | 39               |

| Slágerlista (2020)          | Helyezés |
| --------------------------- | -------- |
| Ausztrál előadók (ARIA)     | 11       |
| US Adult Top 40 (Billboard) | 40       |

## Megjelenések
| Régió              | Dátum            | Formátum                          | Változat           | Kiadó(k)               | Forr.  |
| ------------------ | ---------------- | --------------------------------- | ------------------ | ---------------------- | ------ |
| Világszerte        | 2020. május 20.  | Digitális letöltés streaming      | Eredeti            | Monkey Puzzle Atlantic | [ 35 ] |
| Olaszország        | 2020. május 22.  | Pop rádiós megjelenés             | Eredeti            | Warner                 | [ 36 ] |
| Egyesült Királyság | 2020. május 30.  | Felnőtt kortárs rádiós megjelenés | Eredeti            | Atlantic               | [ 13 ] |
| Egyesült Államok   | 2020. június 29. | Felnőtt kortárs rádiós megjelenés | Eredeti            | Elektra                | [ 14 ] |
| Világszerte        | 2020. július 10. | Digitális letöltés streaming      | F9 remixes         | Monkey Puzzle Atlantic | [ 37 ] |
| Világszerte        | 2020. július 24. | Digitális letöltés streaming      | Initial Talk remix | Monkey Puzzle Atlantic | [ 16 ] |

## Fordítás
- Ez a szócikk részben vagy egészben  a   Together (Sia song) című angol Wikipédia-szócikk fordításán alapul.  Az eredeti cikk szerkesztőit annak laptörténete sorolja fel. Ez a jelzés csupán a megfogalmazás eredetét és a szerzői jogokat jelzi, nem szolgál a cikkben szereplő információk forrásmegjelöléseként.